# We Are Rockstars
We Are Rockstars è un singolo del gruppo musicale britannico Does It Offend You, Yeah?, pubblicato il 18 febbraio 2008 come terzo estratto dal primo album in studio You Have No Idea What You're Getting Yourself Into.

## Tracce
CD promozionale (Regno Unito)
1. We Are Rockstars (Radio Edit) – 2:58
2. We Are Rockstars – 3:48
3. We Are Rockstars (Instrumental) – 3:48

7" (Regno Unito)
- Lato A

1. We Are Rockstars – 3:51

- Lato B

1. We Are Rockstars (Bloc Party Remix)

Download digitale
1. We Are Rockstars (Radio Edit) – 2:58

## Formazione
- James Rushent – voce, basso
- Morgan Quaintance – chitarra
- Dan Coop – sintetizzatore
- Rob Bloomfield – batteria